# Chrysaster ostensackenella
Chrysaster ostensackenella là một loài bướm đêm thuộc họ Gracillariidae. Nó được tìm thấy ở Canada (Québec và Nova Scotia) và Hoa Kỳ (Illinois, Kentucky, New York, Maine, Maryland, Michigan, Vermont, Arizona, Massachusetts, North Carolina và Connecticut).
Sải cánh dài khoảng 5 mm. Adults are brilliantly shiny with an orange forewing marked with transverse silvery-white bands that are narrowly edged with black along their basal margins.
Ấu trùng ăn Robinia species, bao gồm Robinia hispida, Robinia neo-mexicana, Robinia pseudacacia và Robinia viscosa. Chúng ăn lá nơi chúng làm tổ. 